# Guatteria choroniensis
Guatteria choroniensis är en kirimojaväxtart som beskrevs av Tamayo. Guatteria choroniensis ingår i släktet Guatteria och familjen kirimojaväxter. Inga underarter finns listade i Catalogue of Life.